# پوستروالد
پوستروالد (به آلمانی: Pusterwald) یک منطقهٔ مسکونی در اتریش است که در مورتال واقع شده‌است. پوستروالد ۱۰۵٫۲۱ کیلومتر مربع مساحت دارد ۱٬۰۷۲ متر بالاتر از سطح دریا واقع شده‌است.